# ريصانة المركز (ريصانة الشمالية)
ريصانة المركز هي إحدى مشيخات المملكة المغربية، تتبع جغرافيا لإقليم العرائش وإداريًا لريصانة الشمالية. يقدر عدد سكانها بـ 6558 نسمة حسب الإحصاء الرسمي للسكان والسكنى لسنة 2004.